# La Maison
La Maison is een Franse film van Manuel Poirier die werd uitgebracht in 2007.

## Verhaal
Malo, een vader van drie kinderen, is aan het scheiden van zijn vrouw. Sinds kort leeft hij weer alleen. Hij voelt zich eenzaam omdat de kinderen de vakantie met hun moeder doorbrengen. Daarom tracht zijn vriend Rémi hem wat afleiding te bezorgen. Op de terugweg van een feest zien ze een mooi huis dat openbaar verkocht zal worden. Malo en Rémi besluiten het leegstaande huis binnen te gaan omdat de vraagprijs aanlokkelijk laag is.
Binnen stuit hij op een brief van een klein meisje aan haar vader. Hij is ontroerd door wat hij leest en onnadenkend stopt hij de brief in zijn zak. Later keert hij alleen terug naar het huis. 

## Rolverdeling
| Acteur                 | Personage   |
| ---------------------- | ----------- |
| Sergi López            | Malo        |
| Bérénice Bejo          | Chloé       |
| Barbara Schulz         | Laura       |
| Bruno Salomone         | Rémi        |
| Florence Darel         | Noémie      |
| Cécile Rebboah         | Nathalie    |
| Luc Bernard            | Fournier    |
| Guillaume De Tonquédec | de advocaat |